# 安杰莉卡·武伊齐克
安杰莉卡·武伊齐克（波蘭語：Andżelika Wójcik，1996年11月8日—），波兰女子速度滑冰运动员，2016年世界青年速度滑冰锦标赛女子团体竞速赛铜牌得主、2020年世界单程距离速度滑冰锦标赛女子团体竞速赛铜牌得主、2024年世界单程距离速度滑冰锦标赛女子团体竞速赛铜牌得主。